# Russellville (Tennessee)
Pour les articles homonymes, voir Russellville.
Russellville est une census-designated place (CDP) du comté de Hamblen, dans l'État du Tennessee, aux États-Unis.
Situé le long des U.S. Route 11E (en) et Tennessee State Route 34 (en), elle est située approximativement à mi-chemin entre Whitesburg (en) et Morristown.